# Grande Aiguille
La Grande Aiguille (3.682 m s.l.m.) è una montagna del Gruppo del Grand Combin nelle Alpi Pennine. Si trova nel Canton Vallese.

## Caratteristiche

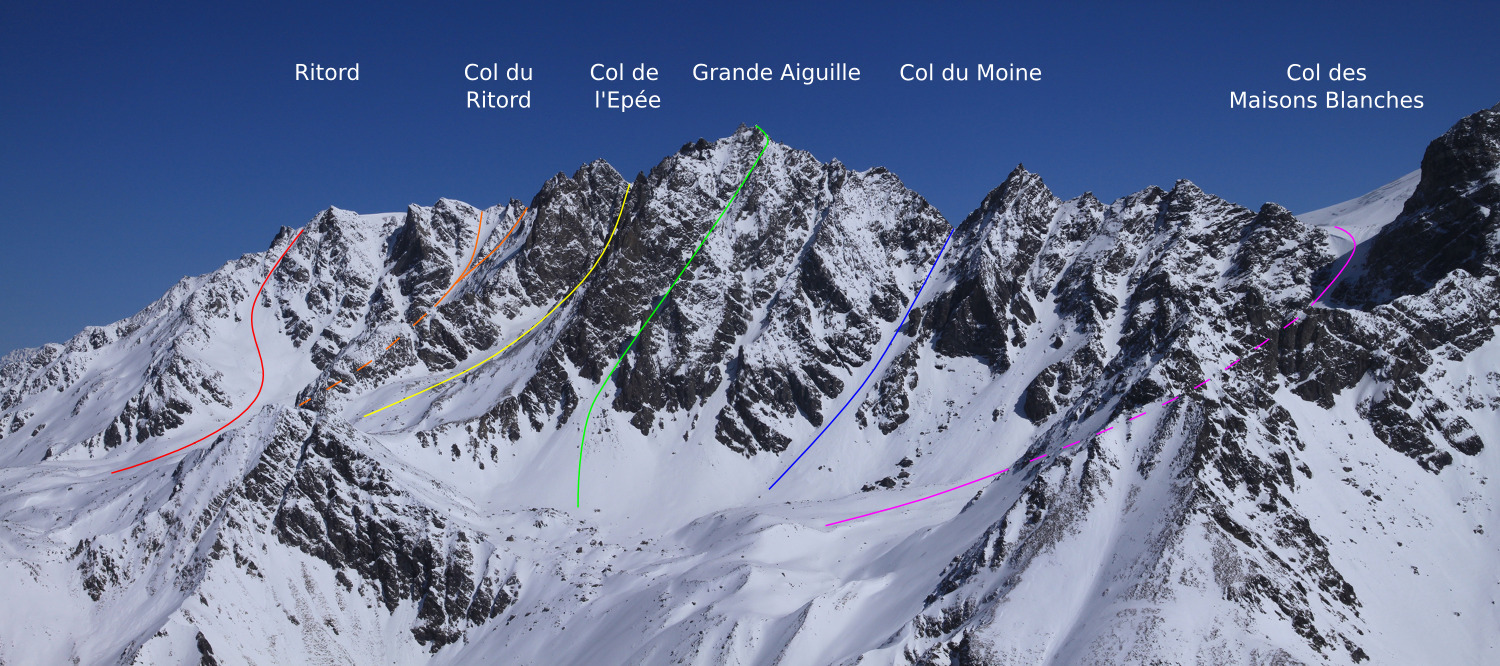
La cresta Les Maisons Blanches.

La montagna sovrasta Bourg-Saint-Pierre e contorna il Ghiacciaio di Corbassière. Costituisce il punto culminante della cresta denominata Les Maisons Blanches.